# パトリック・ダフィ (俳優)
パトリック・ダフィ (Patrick Duffy 1949年3月17日 - ) は、アメリカ合衆国の俳優、ディレクター。1978年から1985年、1986年から1991年、CBSのプライムタイム・ソープオペラ『ダラス』において、ジョック・ユーイング(ジム・デイヴィス)とミス・エリ―(バーバラ・ベル・ゲデス)の三男で、J.R.ユーイング(ラリー・ハグマン)の弟のボビー・ユーイング役で広く知られる。2012年から2014年、TNTで放送された続編『ダラス (2012年のテレビドラマ)』でもボビー役を再び演じた。他に、1991年から1998年のABCのシットコム『Step by Step』のフランク・ランバート役、2006年から2011年のCBSの昼ドラ『ザ・ボールド・アンド・ザ・ビューティフル』のスティーブン・ローガン役でも知られる。2014年、NBCのシットコム『Welcome to Sweden』では主人公の父親役を演じた。

## 生い立ち
1949年、モンタナ州タウンセンドにて酒場オーナーの父テレンスと母マリーのもとに生まれた。アイルランド系の流れを汲んでいる。高校生の頃、ワシントン州エバレットに住み、カスケード高等学校に進学して演劇部と応援団に所属し、応援団長を務めた。ワシントン大学で演劇を学び、1971年に卒業した。大学4年時に声帯を損傷したが、ワシントン州のローカル俳優としてバレエ、オペラ、オーケストラなどの解説者となった。またこの頃、パントマイムや演技の指導も行なっていた。2021年のデイヴィッド・A・ウィーナーとのインタビューにおいて、最初の休暇にダイビング世界チャンピオンの姉妹から水泳の必要最低限の技術を教わったと語った。姉妹はシアトルの警察官となった。

## 経歴

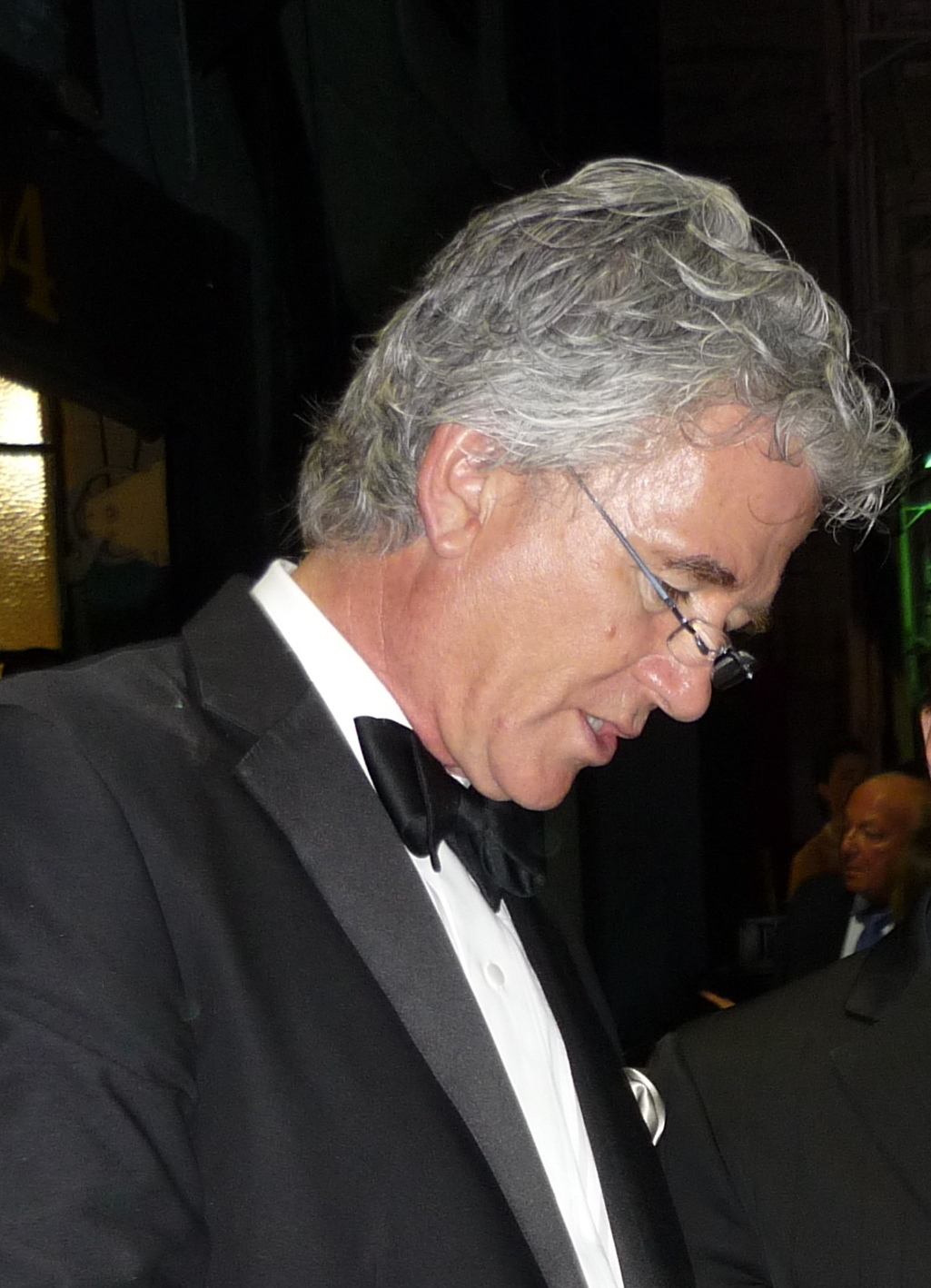
2009年、デイタイム・エミー賞

1970年代初頭、タコベルのコマーシャルに出演し、従業員に扮してエンチリートの商品の説明を行なった。1977年、短期間で終了したテレビドラマ『アトランティスから来た男』でマーク・ハリス役で主演した。1978年初頭の打ち切り後、プライムタイム・ソープオペラ『ダラス』のボビー・ユーイング役でバーバラ・ベル・ゲデス、ラリー・ハグマンと共演して大ブレイクした。『ダラス』は世界的大ヒットとなった。ヒット中の1985年シーズン8最終回で、ボビーが殺害されたとして降板した。しかし番組の視聴率もダフィの人気も下降したため、1985年から1986年のシーズン9を夢の中の出来事としてボビーの死亡もなかったことになり1986年に復帰し、そのシャワーシーンが話題となった。以降1991年の最終回まで出演し続けた。1979年から1982年、スピンオフ『Knots Landing』でも複数のエピソードに出演した。13年におよぶ『ダラス』放送中、いくつかのエピソードでディレクターも務めた。『ダラス』の人気に乗じて歌手活動も開始し、1983年、フランスの女性歌手ミレイユ・マチューとのデュエット「"Together We're Strong"」がヨーロッパでヒットし、1983年4月、オランダで第5位を獲得した。

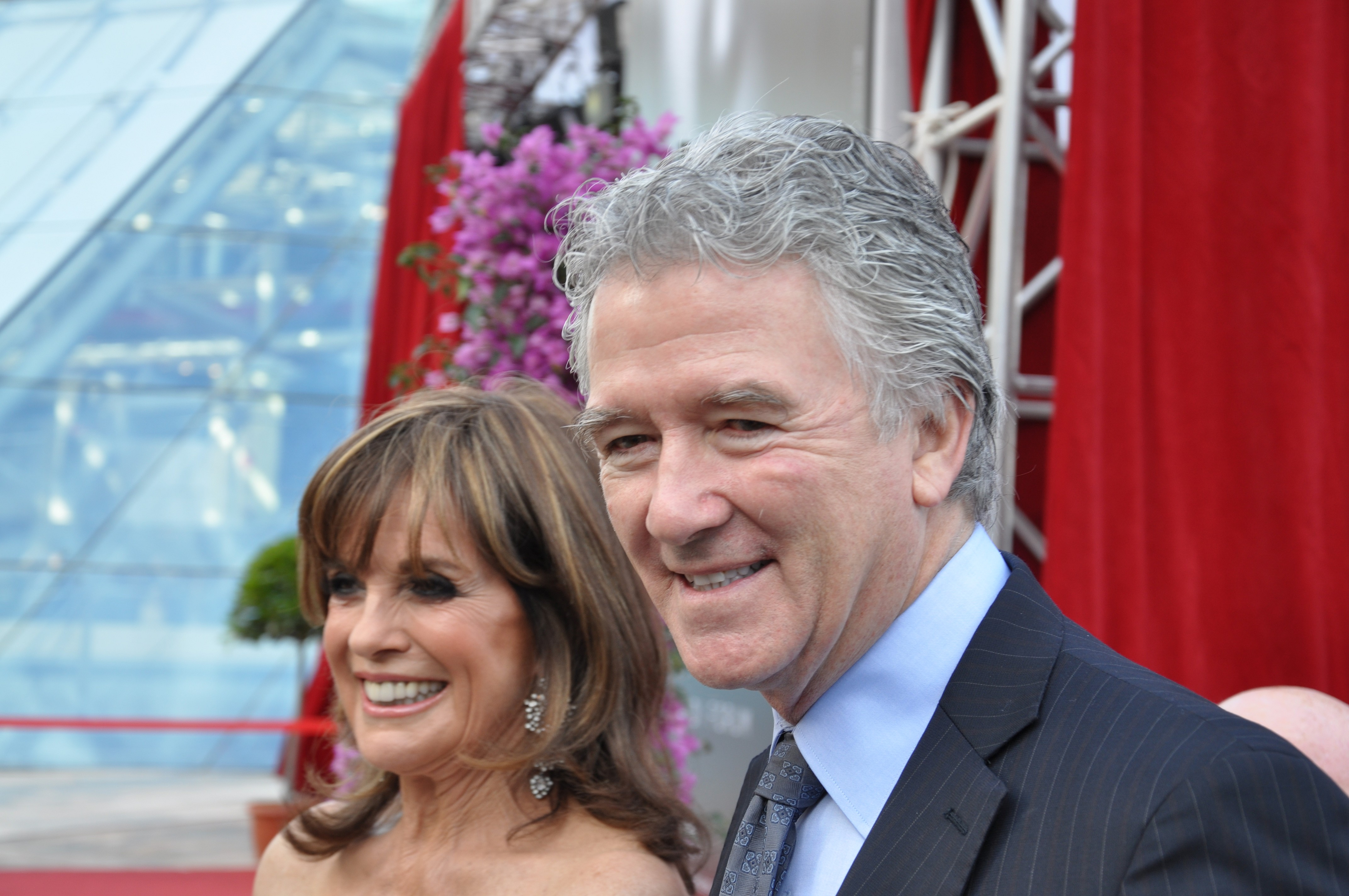
2013年、モンテカルロ・テレビ祭にてリンダ・グレイと共に

1991年、『ダラス』が最終回を迎え、スザンヌ・サマーズ主演のファミリー・シットコム『Step by Step』のフランク・ランバート役を演じた。1998年まで続き、多くのエピソードでディレクターを務めた。1990年代、『J.R. Returns』(1996年)、『War of the Ewings』(1998年)の2本、『ダラス』の再集結テレビ映画に出演し、どちらもプロデューサーの1人として参加した。カメラの有無に関わらず『ダラス』出演者の多くと再会の機会は多く、2004年のノンフィクションのスペシャル番組『Dallas Reunion: Return to Southfork』が最もよく知られている。以降ゲスト出演や声の出演が続き、1999年、『ファミリー・ガイ』シーズン2の「’’Da Boom’’」で『ダラス』のシャワーシーンのパロディが行なわれ、ボビー役のダフィとその妻パメラ役のヴィクトリア・プリンシパルが声で出演した。他に『ジャスティス・リーグ』、『Touched by an Angel』にも出演した。2006年、テレビ映画『Falling in Love With the Girl Next Door』、『Desolation Canyon』に主演した。2006年、昼ドラ『ザ・ボールド・アンド・ザ・ビューティフル』においてスティーブン・ローガン役でレギュラー出演するようになった。2008年4月から7月、GSNのゲーム番組『Bingo America』の司会を務めた。
2012年から2014年、TNTの『ダラス』2012年版でボビー役を再び演じた。
2016年、アーティスト・コンビのUngur & Huangの監督による実験的ドキュメンタリーHotel Dallasでボビー・ユーイング役を演じ、第66回ベルリン国際映画祭で初上映された。
2005年8月8日、『ダラス』で母親役を演じたバーバラ・ベル・ゲデスが肺癌で亡くなった。子供の頃、将来の義父を通してベル・ゲデスに会ったことがあった。ベル・ゲデスが亡くなった時、「バーバラが『ダラス』のミス・エリ―役で配役された時、私はヘレン・ヘイズ、キャサリン・コーネル、エセル・バリモアなど舞台女優を思い起こさせた。想像できないかもしれないが、バーバラは経歴におごることはなかった。ただコーヒーを飲む所作、夫役のジョックを亡くした時、乳腺切除手術を受けた時、どれも素晴らしかった。そのキャリアに関わらず、バーバラの演じる「普通」は素晴らしかった。我々は皆バーバラをそのイニシャルから「BBG」と呼んでいた。バーバラは母親そのものだった。ラリー・ハグマンは明らかに船頭役だったが、強い母親がいなければ機能しなかっただろうし、以降のテレビドラマにバーバラのような母親は登場していないと思う。自身も悩みはあっただろうに、慈悲にあふれ、人々がバーバラの周りに集まった。カメラが回っていない所ではバーバラはピストルのような女性だった。毒を吐くこともあり、酒がとても好きだった。バーバラにとって全出演者を含む、愛すべき人々に境界はなかった」と語った。ゲデスが亡くなってから7年後、続編となる2012年版『ダラス』に際し「バーバラが『ダラス』史において大きな役割を果たしたことを称賛したい。スー・エレン役のリンダ・グレイ、J.R.役のラリー・ハグマンと再び共演し、「エリー・サウスフォーク・ユーイング・ファーロウ」と書かれた墓標を見て「そうだった、彼女はもういないんだ」と思った」と語った。出演者にベル・ゲデスはいないが「シーズンを通してサウスフォークおよびその土地について語られる時、必ず母(ベル・ゲデス)に言及されるだろう」と語った。

## フィルモグラフィ
| 年               | 題 | 役                                         | 特記 |
| ---------------- | --- | ------------------------------------------ | --- |
| 1974             | The Stranger Who Looks Like Me                                                                             | 養子3番                                    | テレビ映画 |
| 1974             | Hurricane                                                                                                  | ジム                                       | テレビ映画 |
| 1976             | 華麗な探偵ピート&マック Switch                                                                             | ミュジアル巡査部長                         | エピソード: "The Walking Bomb" |
| 1976             | The Last of Mrs. Lincoln                                                                                   | ルイス・ベイカー                           | テレビ映画 |
| 1977             | アトランティスから来た男 Man from Atlantis                                                                 | マーク・ハリス                             | テレビ映画 (パイロット) |
| 1977             | アトランティスから来た男 Man from Atlantis: The Death Scouts                                               | マーク・ハリス                             | テレビ映画 |
| 1977             | アトランティスから来た男 Man from Atlantis: Killer Spores                                                  | マーク・ハリス                             | テレビ映画 |
| 1977             | アトランティスから来た男 Man from Atlantis: The Disappearances                                             | マーク・ハリス                             | テレビ映画 |
| 1977–78          | アトランティスから来た男 Man from Atlantis                                                                 | マーク・ハリス                             | シリーズ・レギュラー (17エピソード) |
| 1978–85; 1986–91 | ダラス Dallas                                                                                              | ボビー・ユーイング                         | シリーズ・レギュラー (326エピソード) ディレクター (29エピソード) ソープオペラ・ダイジェスト賞プライムタイム・シリアル俳優賞 (1985年) スペシャル・バンビ賞 (共演者と共に) (1987) テレビ・ランド・ポップ・カルチャー賞(共演者と共に) (2006) ノミネート - ソープオペラ・ダイジェスト賞プライムタイム俳優賞(1988, 1990, 1992) ノミネート - ソープオペラ・ダイジェスト賞プライムタイム・カップル賞(ヴィクトリア・プリンシパルと共に) (1988) |
| 1979–82          | Knots Landing                                                                                              | ボビー・ユーイング                         | エピソード: "Pilot" エピソード: "The Loudest Word" エピソード: "New Beginnings" |
| 1980             | チャーリーズ・エンジェル Charlie's Angels                                                                  | ウィリアム・コード                         | エピソード: "One Love...Two Angels" 1 & 2 |
| 1980             | 原爆投下機 B-29 エノラ・ゲイ ―一九四五・八・六・ヒロシマ― Enola Gay: The Men, the Mission, the Atomic Bomb | ポール・ティベッツ大佐                     | テレビ映画 |
| 1981             | The Love Boat                                                                                              | ラルフ・サットン                           | エピソード: "The Expedition" 1 & 2 |
| 1982             | Cry for the Strangers                                                                                      | ドクター・ブラッド・ラッセル               | テレビ映画 |
| 1984             | Vamping | ハリー・バランスキ                         | |
| 1985             | From Here to Maternity                                                                                     | ヘンダーソン                               | テレビ映画 |
| 1985             | Hotel | リチャード・マーティン                     | エピソード: "Missing Pieces" |
| 1985             | George Burns Comedy Week                                                                                   |                                            | エピソード: "Dream, Dream, Dream" |
| 1985             | Alice in Wonderland                                                                                        | ザ・ゴート                                 | テレビ映画 |
| 1986             | Strong Medicine                                                                                            | ドクター・アンドリュー・ジョーダン         | テレビ映画 |
| 1987             | 頑固じいさん孫3人 Our House                                                                                | ジョニー・ウィザースプーン                 | エピソード: "Candles and Shadows" |
| 1988             | 14 Going on 30                                                                                             | 白黒映画の俳優                             | テレビ映画 |
| 1988             | Unholy Matrimony                                                                                           | ジョン・ディルマン                         | テレビ映画 |
| 1988             | Too Good to Be True                                                                                        | リチャード・ハーランド                     | テレビ映画 |
| 1990             | Murder C.O.D.                                                                                              | スティーヴ・マーター                       | テレビ映画 |
| 1990             | Children of the Bride                                                                                      | ジョン・ヒックス                           | テレビ映画 |
| 1991             | Daddy | オリヴァー・ワトソン                       | テレビ映画 |
| 1991–98          | Step by Step                                                                                               | フランク・ランバート                       | レギュラー出演 (160エピソード)、ディレクター (49エピソード) |
| 1992             | パパはグーフィー Goof Troop                                                                                | ハロルド・ハッチバック (声)                | エピソード: "Buddy Building" |
| 1994             | Texas | スティーブン・F・オースティン              | テレビ映画 |
| 1996             | Dallas: J.R. Returns                                                                                       | ボビー・ユーイング                         | テレビ映画 |
| 1997             | Heart of Fire                                                                                              | マックス・タッカー                         | テレビ映画 |
| 1998             | Dallas: War of the Ewings                                                                                  | ボビー・ユーイング                         | テレビ映画 |
| 1998             | Rusty: A Dog's Tale                                                                                        | キャップ・ザ・ドッグ (声)                  | |
| 1998             | Dr.マーク・スローン Diagnosis: Murder                                                                      | ウェイド・ギャレット                       | エピソード: "Till Death Do Us Part" |
| 1999             | Dead Man's Gun                                                                                             | ライマン・ゲイジ                           | エピソード: "The Womanizer" |
| 1999             | Don't Look Behind You                                                                                      | ジェフ・コリガン                           | テレビ映画 |
| 1999             | アナザー・ライフ〜天国からの3日間〜 Twice in a Lifetime                                                    | Peter Hogan                                | エピソード: "A Match Made in Heaven" |
| 1999             | ファミリー・ガイ Family Guy                                                                                | ボビー・ユーイング                         | エピソード: "Da Boom" |
| 2000             | The Secret Adventures of Jules Verne                                                                       | デューク・アンジェロ・リミニ               | エピソード: "Rockets of the Dead" |
| 2000             | Perfect Game                                                                                               | コーチ・ボビー・ガイザー                   | テレビ映画 |
| 2001             | ファミリー・ガイ Family Guy                                                                                | ジャック/セールスマン/教師 (声)            | エピソード: "And the Wiener Is..." |
| 2002             | ジャスティス・リーグ Justice League                                                                        | スティーブ・トレバー (声)                  | エピソード: "The Savage Time" 1, 2 & 3 |
| 2003             | Touched by an Angel                                                                                        | マイク                                     | エピソード: "I Will Walk with You" 1 & 2 |
| 2004             | Reba | ドクター・ジョー・ベイカー                 | エピソード: "Couples' Therapy" |
| 2004             | Dallas Reunion: The Return to Southfork                                                                    | 本人/ボビー・ユーイング                    | スペシャル番組 |
| 2006             | Desolation Canyon                                                                                          | トーマス・スウィード・ランドストーム保安官 | テレビ映画 |
| 2006             | Falling in Love with the Girl Next Door                                                                    | ジェイムス・コノリー                       | テレビ映画 |
| 2006–11          | ザ・ボールド・アンド・ザ・ビューティフル The Bold and the Beautiful                                        | スティーブン・ローガン                     | シリーズ・レギュラー (165エピソード) |
| 2007             | ウォーク・ハード ロックへの階段 Walk Hard: The Dewey Cox Story                                             | 本人                                       | クレジット無しカメオ出演 (unrated version) |
| 2008             | He's Such a Girl                                                                                           | ホイットニーの父                           | |
| 2009             | Love Takes Wing                                                                                            | メイヤー・エヴァンズ                       | テレビ映画 |
| 2010             | Healing Hands                                                                                              | アンクル・ノーマン                         | テレビ映画 |
| 2010             | You Again                                                                                                  | リッチー・フィリップス                     | |
| 2010             | Party Down                                                                                                 | 本人                                       | エピソード: "Constance Carmell Wedding" |
| 2010             | Tim and Eric Awesome Show, Great Job!                                                                      | 本人                                       | |
| 2012–14          | Dallas | ボビー・ユーイング                         | シリーズ・レギュラー (40エピソード)、ディレクター (1エピソード) |
| 2012             | Lovin' Lakin                                                                                               | 本人                                       | エピソード: "Lakin Visits Her Dad" |
| 2014–15          | Welcome to Sweden                                                                                          | ウェイン・エヴァンズ                       | レギュラー (4エピソード) |
| 2015             | フォスター家の事情 The Fosters                                                                             | ロバート・クイン・シニア                   | エピソード: "The End of the Beginning" |
| 2017             | The Christmas Cure                                                                                         | ブルース・ターナー                         | テレビ映画 |
| 2017             | Trafficked                                                                                                 | クリスチャン                               | |
| 2018             | Christmas with a View                                                                                      | フランク・ヘイヴン                         | テレビ映画 |
| 2018             | American Housewife                                                                                         | マーティ                                   | エピソード: "Saving Christmas" |
| 2019             | The Cool Kids                                                                                              | ジーン                                     | エピソード: "Margaret Ups Her Game" |
| 2019             | STATION 19 Station 19                                                                                      | テリー                                     | エピソード: "Into the Wildfire" |
| 2019             | The Mistletoe Secret                                                                                       | マック                                     | テレビ映画 |
| 2019             | Random Acts of Christmas                                                                                   | ハワード                                   | テレビ映画 |
| 2019             | April, May and June                                                                                        | エイプリルの父                             | |
| 2020             | All Rise                                                                                                   | エド・パーカー                             | エピソード: "What the Constitution Greens to Me" |
| 2020             | NCIS 〜ネイビー犯罪捜査班 NCIS                                                                             | ジャック・ブリッグス退役中佐               | エピソード: "Flight Plan" |
| 2021             | The Green Knight                                                                                           | ギャウェインの友人                         | |
| 2021             | Lady of the Manor                                                                                          | レナード                                   | |